# Rosana (album)
Rosana è il terzo album della cantautrice pop spagnola Rosana, pubblicato nel 2001 dall'etichetta discografica Mercury.
L'album è stato scritto e prodotto dalla cantautrice stessa.

## Tracce
CD (Mercury 014 989-2 (UMG)
Testi e musiche di Rosana Arbelo.
1. Pa' ti no estoy – 4:11
2. Gira – 3:36
3. Donde ya no te tengo – 4:19
4. Siembre de frente – 4:01
5. Cuentan – 4:04
6. De los dos – 3:49
7. Hoy – 4:18
8. Y por más – 4:10
9. Si pongo corazón – 3:53
10. Lloré – 4:11
11. Mil y una noche – 4:26
12. En la otra orilla – 3:55

Durata totale: 48:53

## Classifiche
| Classifica (1998-99) | Posizione massima |
| -------------------- | ----------------- |
| Italia               | 42                |
| Spagna               | 3                 |
| Uruguay              | 2                 |